# Bossingham
Bossingham – przysiółek w Anglii, w hrabstwie Kent. Leży 8,9 km od miasta Canterbury, 39,8 km od miasta Maidstone i 88,5 km od Londynu. W latach 1870–1872 miejscowość liczyła 149 mieszkańców.